# Silvia Acosta
Silvia Acosta (Siviglia, 11 marzo 1986) è un'attrice, ballerina e modella spagnola, nota per aver interpretato il ruolo di Patricia Godoy nella soap Un altro domani (Dos vidas).

## Biografia
Silvia Acosta è nata l'11 marzo 1986 a Siviglia, nella comunità dell'Andalusia (Spagna), e oltre alla recitazione si occupa anche di teatro.

## Carriera
Silvia Acosta ha iniziato la sua carriera artistica come attrice e ballerina e si è diplomata in recitazione all'ESAD nella sua città natale. Nel 2010 ha iniziato la sua carriera audiovisiva nella serie andalusa Arrayán, in cui ha ricoperto il ruolo di Marga. Nel 2015 ha recitato nel cortometraggio HoboCop diretto da Maria Bissell. L'anno successivo, nel 2016, ha recitato nella serie Centro médico. Nel 2017 ha ricoperto il ruolo di Azafata nella serie Cuéntame cómo pasó.
Nel 2018 ha interpretato il ruolo di Adriana nella serie Entreolivos. L'anno successivo, nel 2019, ha ricoperto il ruolo di Abril nel film Una vez más diretto da Guillermo Rojas. Nel 2020 ha recitato nella serie Caronte. L'anno successivo, nel 2021, è entrata a far parte del cast della serie Élite. Nel 2021 e nel 2022 è stata scelta per interpretare il ruolo di Patricia Godoy nella soap opera Un altro domani (Dos vidas) e dove ha recitato insieme ad attori come Amparo Piñero, Laura Ledesma, Sebastián Haro e Cristina de Inza. Negli stessi anni ha partecipato al programma televisivo Días de cine. Nel 2022 ha ricoperto il ruolo di Miriam nel cortometraggio Rubio o moreno diretto da David Huergo.

## Filmografia

### Cinema
- Una vez más, regia di Guillermo Rojas (2019)

### Televisione
- Arrayán – serie TV (2010)
- Centro médico – serie TV (2016)
- Cuéntame cómo pasó – serie TV (2017)
- Entreolivos – serie TV (2018)
- Caronte – serie TV (2020)
- Élite – serie TV (2021)
- Un altro domani (Dos vidas) – soap opera, 255 episodi (2021-2022)

### Cortometraggi
- HoboCop, regia di Maria Bissell (2015)
- Rubio o moreno, regia di David Huergo (2022)

## Teatro
- El Amante, diretto da Emilio Rivas (2011)
- Las Troyanas, diretto da Concha Távora (2011)
- Monstruos en el Closet, diretto da Rennier Piñero
- Sexo Seguro, presso il teatro Logeion
- Haunted House, diretto da Anna Kuntzelman
- Maletas (La Maleta de Irati), diretto da Rafa Ibáñez
- Acid, diretto da Darío Sigco
- Trabajos de Amor Perdidos, diretto da Miguel Cubero, presso il teatro SilkaBela
- Éxodo. Ivana, diretto da Roberto Cerdá
- Los Tiempos No Están Cambiando, diretto da Silvia Acosta e Jose Fernández
- Dos Nuevo Entremeses Nunca Antes Representados, diretto da Ernesto Arias, presso il teatro de la Abadía di Madrid
- After Play, diretto da Roberto Quintana, presso il Cía PerroNegro
- Cuatro Corazones con Freno e Marcha Atrás, diretto da Gabriel Olivares
- Comedia Aquilana, diretto da Ana Zamora, presso il teatro de la Comedia
- Misterio del Cristo del Cristo de los Gascones, diretto da Ana Zamora
- Victoria Station di Harold Pinter, presso il Cía Perronegro
- Tiempo de Silencio, diretto da Rafael Sánchez, presso il teatro de La Abadía
- La Tragedia Española di Thomas Kid, diretto da Gabriel Olivares
- Gross Indecency di Moises Kaufman, diretto da Gabriel Olivares, presso il teatro Fernán Gómez
- Antropoceno di Thaddeus Phillips, presso il teatro La Abadía
- Lo fingido verdadero di Lope de Vega, diretto da lluis Omar, presso il teatro de la Comedia

## Programmi televisivi
- Días de cine (2020-2021)

## Doppiatrici italiane
Nelle versioni in italiano dei suoi film e delle sue serie TV, Silvia Acosta è stata doppiata da:
- Selvaggia Quattrini[20] in Un altro domani[21]

## Riconoscimenti
- ASECAN
  - 2020: Vincitrice come Miglior attrice esordiente per il film Una vez más
- CINE NO VISTO Festival de Cine independiente
  - 2020: Vincitrice come Miglior attrice per il film Una vez más